# فيليكس بريش
فيليكس بريش (بالإنجليزية: Felix Brych)‏ (مواليد 3 أغسطس 1975) حكم كرة قدم ألماني. بدأ مسيرته التحكيمية في سنة 2004. قرر الاتحاد الدولي لكرة القدم اعتماده حكما دوليا في سنة 2007.
تعرض لإصابة في الرباط الصليبي في 25 نوفمبر 2023 خلال مبارة فرانكفورت وشتوتجارت بالدوري الألماني. 

## روابط خارجية
- فيليكس بريش على موقع IMDb (الإنجليزية)
- فيليكس بريش على موقع Soccerway.com (الإنجليزية)
- فيليكس بريش على موقع أوليمبيديا (الإنجليزية)